# شیر سنگی همدان
مجسمه شیر سنگی یا سنگ شیر از یادمان‌های تاریخ باستان در شهر همدان است که در انتهای خیابان ۱۲ متری سنگ شیر و در وسط میدان مربع شکلی به همین نام جای گرفته است. این اثر در تاریخ ۱۵ دی ۱۳۱۰ با شمارهٔ ثبت ۹۳ به‌عنوان یکی از آثار ملی ایران به ثبت رسیده است.

## پیشینه
تپه‌ای که در هم‌اکنون تندیس شیر سنگی بر روی آن جای گرفته تپه‌ای باستانی است، چرا که تابوت متعلق به دوره اشکانی از آن محل یافت شده و در موزه تپه هگمتانه نگهداری می‌شود. این تندیس به همراه قرینه‌اش نخست در دروازه شهر همدان قرار داشته است و اعراب به هنگام فتح همدان آن را باب‌الاسد به معنی دروازه شیر نامیده‌اند.
در سال ۳۱۹ ه‍.ق نیز که دیلمیان همدان را به تصرف خود درآوردند دروازه شهر را به کلی تخریب کردند. مردآویج دیلمی قصد داشت یکی از آن‌ها را به ری منتقل نماید ولی چون موفق نشد پنجه‌های یکی از شیرها را شکست و دیگری را به‌طور کامل تخریب نمود مجسمه آسیب دیده تا سال ۱۳۲۸ هجری شمسی بر روی زمین افتاده بود تا اینکه مهندس سیحون طراح و معمار آرامگاه بوعلی‌سینا آن را در جایگاه کنونی قرار داد. در دوره اسلامی، این شیر را محافظی برای شهر و طلسمی بر رد بیماری برمی‌شمردند. جویندگان گنج آن را شکسته‌اند و برجستگی بینی آن بر اثر بوسه‌های زنان جویای همسر صاف شده است.

## تاریخ ساخت
تاریخ ساخت مجسمه شیر سنگی مورد اختلاف است. بنابر روایات معتبر تاریخی، شیر سنگی در تاریخ ۳۲۴ پ. م به فرمان اسکندر مقدونی، و به مناسبت گرامیداشت خاطره دوست و سردار محبوبش هفایستیون ساخته شده و برفراز شهر نصب شد. این اثر در مجاورت یکی از دروازه‌های شهر قرار داشته که به همین خاطر، دروازه مذکور را باب الأسد می‌خواندند.
برخی باستان‌شناسان و تاریخ‌نویسان این مجسمه را بازمانده تمدن مادها می‌دانند. همچنین نحوه کنده‌کاری تندیس و نزدیکی آن به باروی اشکانیان و نیز کشف تابوت دوره اشکانی از شان محل چنین بر می‌آید که این تندیس به اشکانیان مربوط باشد، اما این اثر از یادگارهای هنری سلوکی/اشکانی می‌باشد. در کتاب تاریخ ایران و جهان جلد اول این اثر باستانی به دوره مادها منتسب شده است.
کلینتون اسکُلارد (۱۸۶۰–۱۹۳۲ م) خاطر نشان می‌سازد که از نشانه‌های عظمت اسکندر و دیگر مردان دوران باستان چیزی باقی نمانده است: «نگهدار شیر تنهای خوابیده، یادگاران خاموش را در سنگ از سه شاهنشاهی منقرض شده -مادها، پارسیان، پارتیان- بر گرداگرد باروهای همدان.»

## نگارخانه

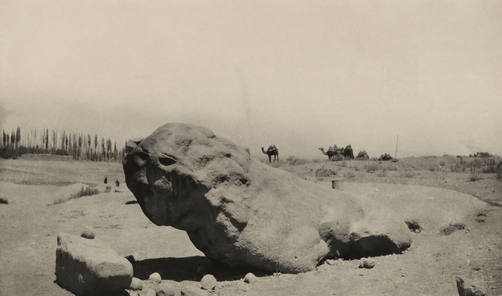
تندیس شیر سنگی - دهه ۱۹۲۰ میلادی
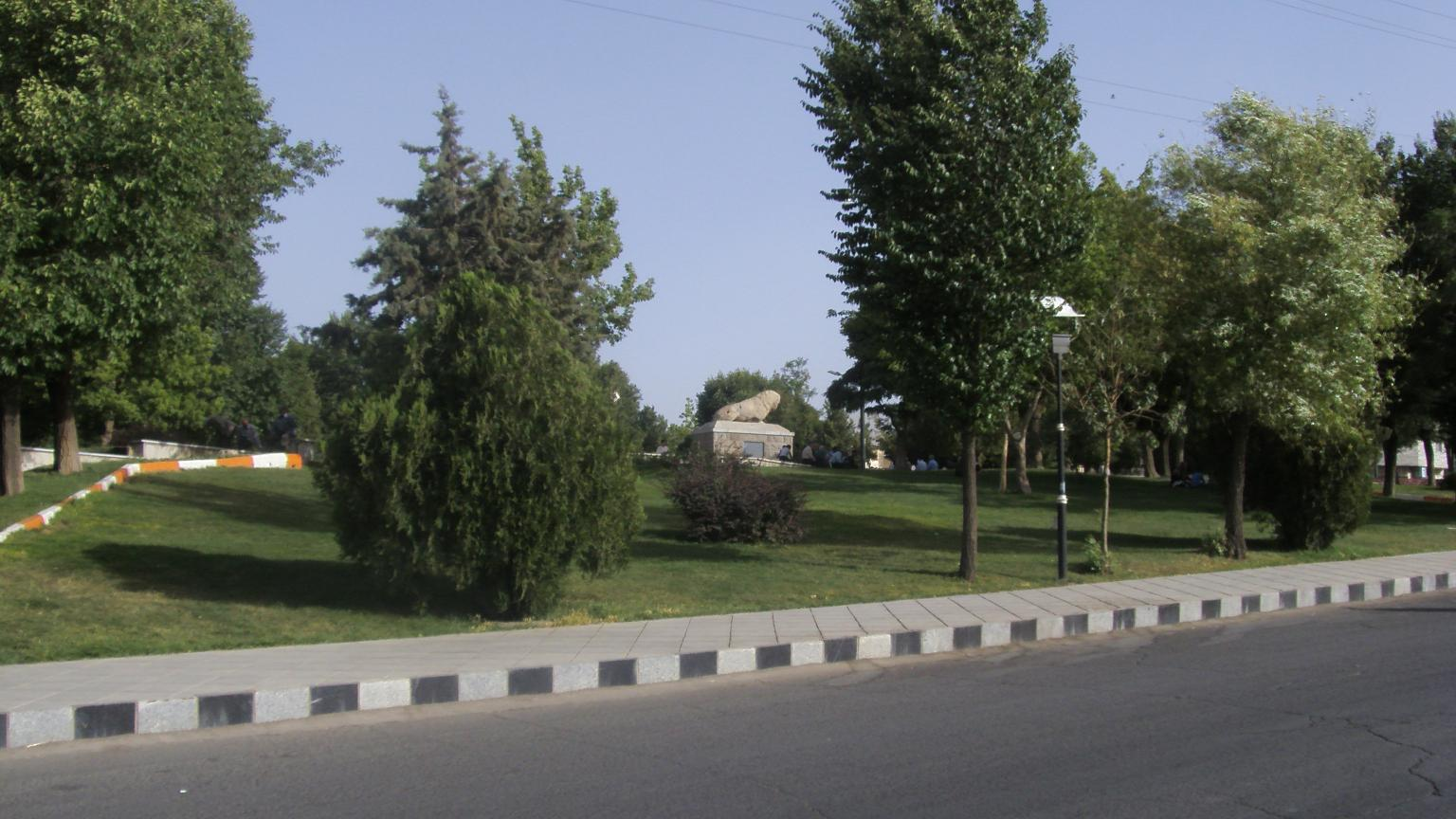
میدان سنگ شیر همدان
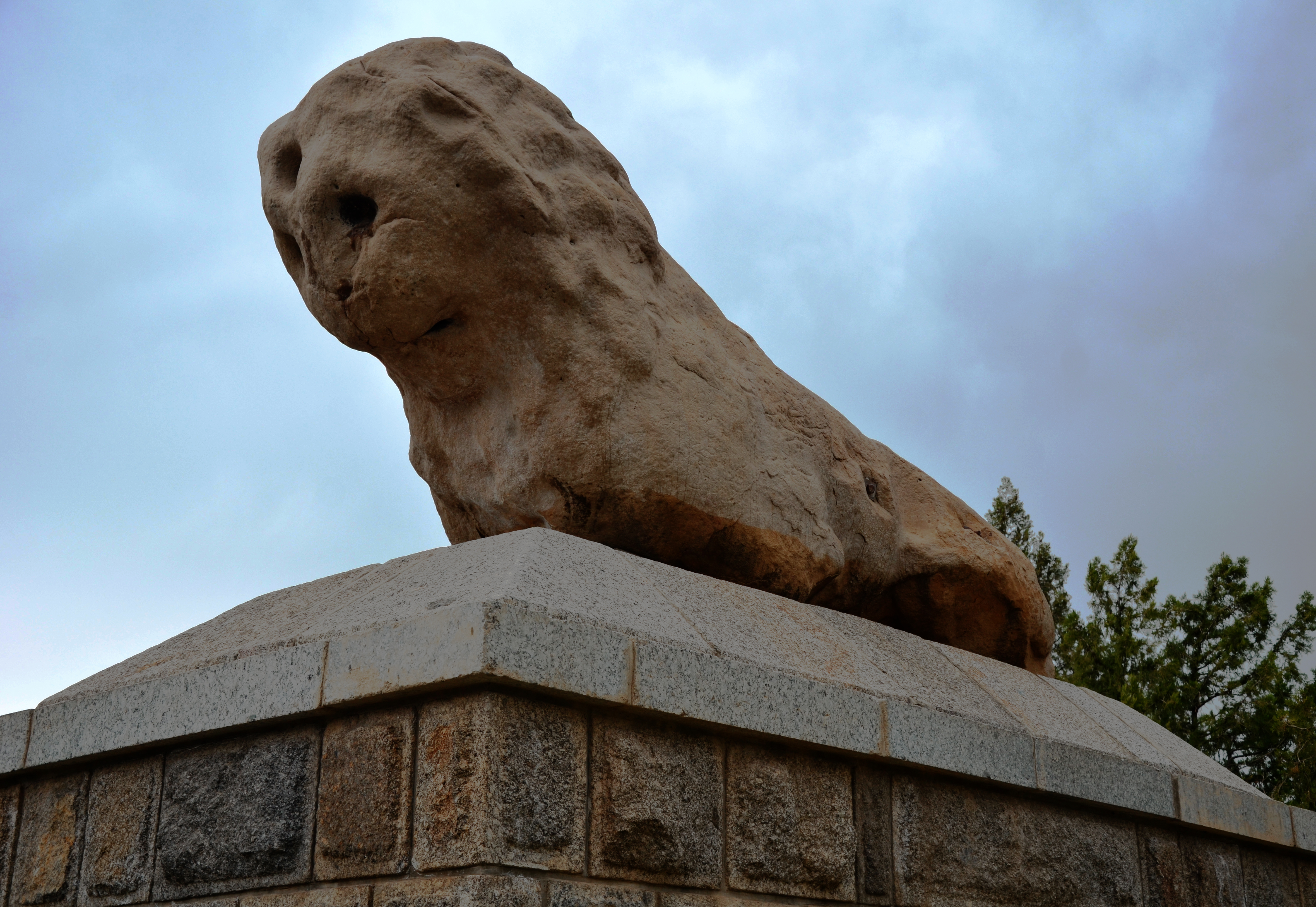
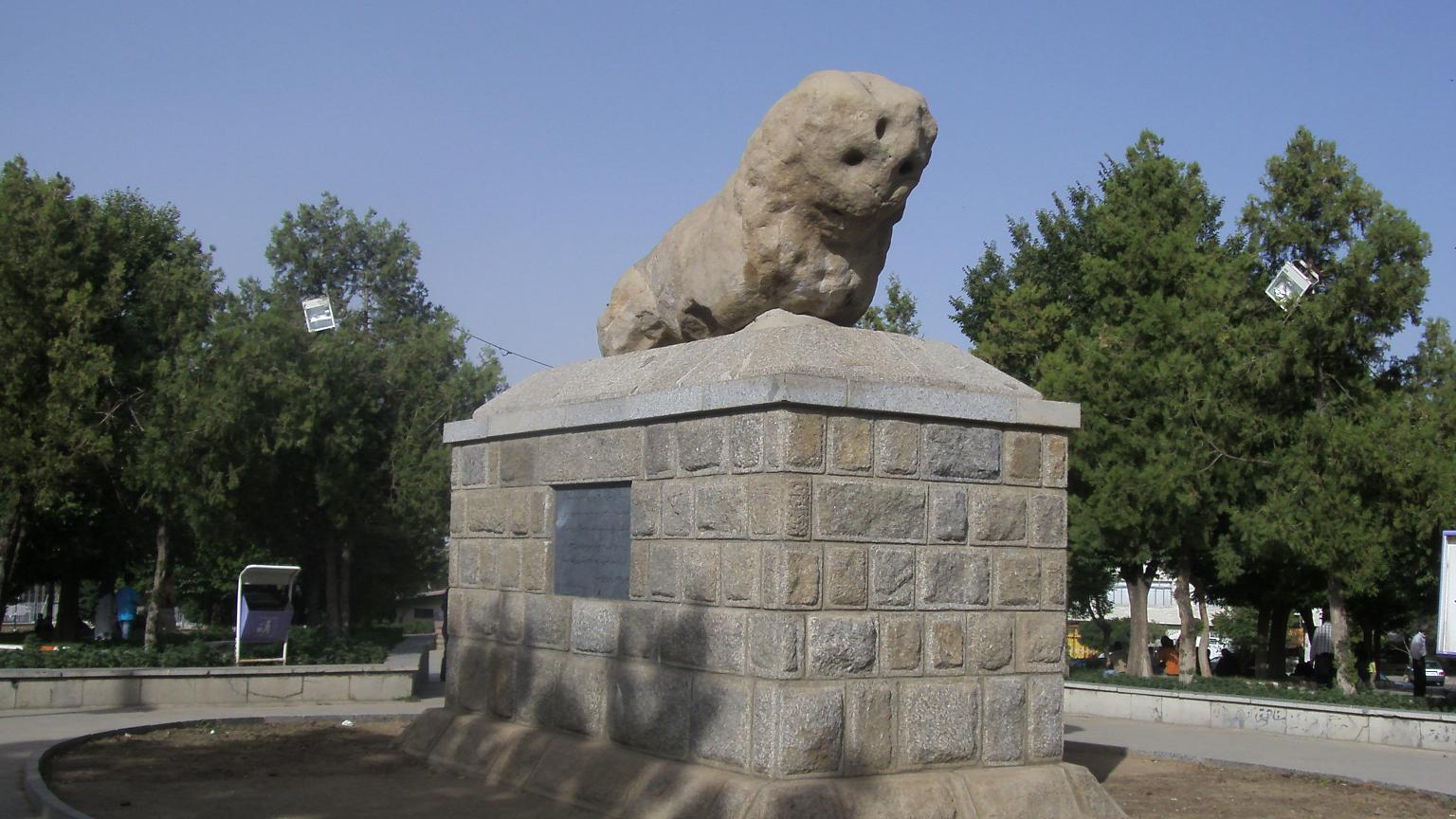
تندیس شیر سنگی در سال‌های اخیر
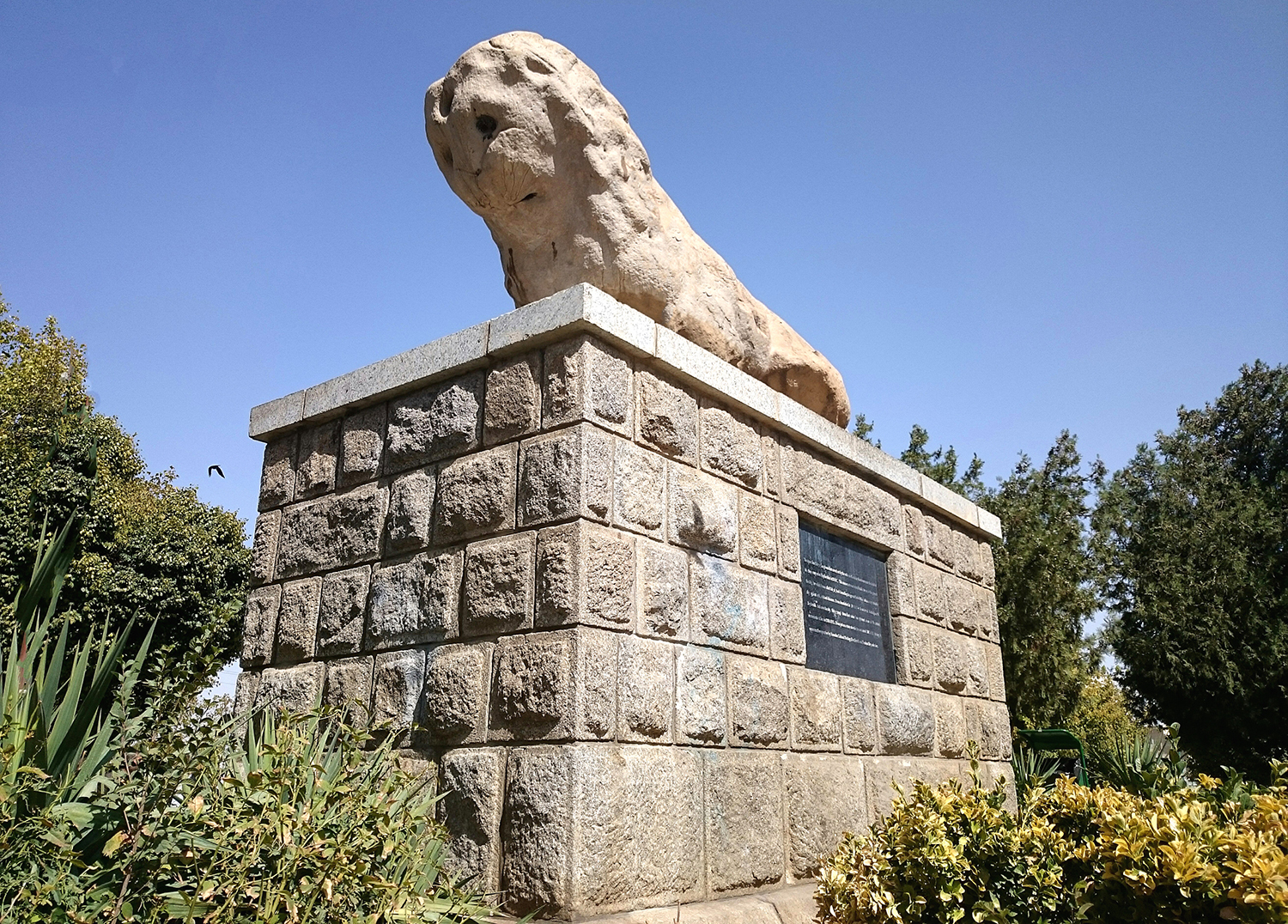